# Phineas Gage (album)
Phineas Gage è l'ultimo album di Roberto Angelini, uscito il 2 ottobre 2012 per l'etichetta Fiori Rari.

## Descrizione
Prende il nome da un uomo che nel 1848 ebbe un incidente sul lavoro, dal quel momento Phineas Gage perse freni inibitori, la capacità di valutare il rischio. Così Roberto Angelini, come racconta egli stesso in uno dei suoi live, ha voluto creare un album senza “freni inibitori", dando sfogo ad una serie di improvvisazioni musicali. L'album è stato anticipato dal singolo Cenere, uscito in radio il 22 giugno 2012.

## Tracce
1. Nella testa di Phineas Gage
2. Cenere
3. Falafel
4. Roma mia d'estate
5. Gibilterra
6. Al mio risveglio
7. Come sei
8. Black Eyed Dog
9. Vento e Pioggia
10. Blues senza mutande